# Peter Nicolai Thorup
Peter Nicolai Thorup (født 3. april 1780, død 26. oktober 1846) var en dansk skolemand og forfatter.
Thorup blev født i Guldager ved Varde, hvor hans fader, Niels Holmboe Thorup, var præst; moderen var Vibeke Margrethe, født Thun. Efter at være undervist af forskellige lærere i hjemmet kom Thorup i 1796 i Ribe Latinskole, hvorfra han dimitteredes samme år.
1799 blev han teologisk kandidat, og var derefter i et par år huslærer hos toldinspektør Krag i Ribe. 1801 rejste han for anden gang til København, hvor han blev optaget i det nyoprettede pædagogiske seminariums historiske klasse. Han vandt i 1803 Københavns Universitets guldmedalje for besvarelsen af en historisk prisopgave og tog afgangseksamen fra Seminariet 1804. Samme år blev han vicekonrektor i Ribe og forblev derefter i hele sin følgende levetid knyttet til denne by.
For at forøge sine små indtægter måtte han i de første år arbejde strengt med privatinformationer, ligesom han af samme grund i 1813 besørgede redaktionen af Ribe Avis. Men hans kår forbedredes, da han i 1814 blev rektor og kunne flytte ind i embedsboligen i den gamle "Puggaard".
Han var en streng, men dygtig og anset skolemand, hvis nidkære arbejde for undervisningen mødte fortjent påskønnelse. I 1828 fik han titel af Professor, og ved Universitetets Reformationsfest 1836 blev han dr. phil. for et filologisk arbejde om Ciceros De finibus.
På grund af svageligt helbred måtte han fratræde sit embede fra 1. januar 1845; men han blev boende i Ribe, hvor han døde. Han havde i 1805 ægtet Frederikke Dorothea Abramowitz, datter af slotsforvalter J. Abramowitz i Kiel.
Hvorvel skolegerningen bestandig optog hans bedste tid, fandt Thorup dog lejlighed til også at dyrke sine mangeartede andre interesser. Han havde et betydeligt dramatisk talent (han var Fætter til skuespiller Peter Thun Foersom) og havde i 1809 fået dannet et dramatisk selskab i Ribe. I dette optrådte han selv lige til sin høje alderdom og udførte i alt 60 forskellige roller. Ligeledes havde han en lille digterisk åre; han udgav i 1806 et bind fortællinger: Skoleferier, som dog ikke gjorde synderlig lykke, og skrev senere en mængde danske og latinske digte, af hvilke et udvalg blev samlet og udgivet efter hans død.
Større betydning har dog hans historiske arbejder. Af interesse for den minderige by, han var knyttet til, havde han ordnet Ribe rådstuearkivs gamle dokumenter, og som rektor begyndte han i 1823 med bistand af sine adjunkter Peder Tetens Hanssen og Peter Adler udgivelsen af en række bidrag til byens historie, der fremkom i de årlige skoleprogrammer indtil 1843. Disse historiske arbejder falder i 2 rækker: Bidrag til Kathedralskolen Historie og Efterretninger om Byen Ribe, og i begge rækker findes fremdraget en mængde på den tid ukendt stof fra skolens og byens arkiver.
Efter hans død udkom 1. dels 1. hæfte af hans Historiske Efterretninger om Ribe Kathedralskole. Andre vidnesbyrd om sin interesse for Ribe by gav han ved at medvirke til oprettelsen af Ribe Stiftsbibliotek og ved at stifte det Thura-Falsterske Legat til fordel for Ribe Katedralskole. I 1839 blev han medlem af Det kongelige danske Selskab for Fædrelandets Historie.